# HD73731
HD73731 — хімічно пекулярна зоря спектрального класу A3, що має видиму зоряну величину в смузі V приблизно  6,3.
Вона  розташована на відстані близько 548,2 світлових років від Сонця.

## Фізичні характеристики
Зоря HD73731 обертається 
досить швидко 
навколо своєї осі. Проєкція її екваторіальної швидкості на промінь зору становить  Vsin(i)= 61км/сек.